# Estádio Perpétuo Corrêa Lima
O Estádio Perpétuo Corrêa Lima, mais conhecido como Perpetão, é um estádio de futebol localizado em Cajazeiras, Paraíba. Recebe jogos do Atlético Cajazeirense de Desportos e competições de times juvenis da cidade sede, tendo capacidade para 12.000 espectadores sentados.

## História
O nome homenageia Perpetuo Correia Lima, jogador do Atlético na década de 60, considerado o melhor atleta da história do clube.
As torres de iluminação foram inauguradas o dia 24 de janeiro de 2007, em partida válida pelo campeonato paraibano de futebol, envolvendo o Atlético Cajazeirense de Desportos e o Treze Futebol Clube. Nesse dia houve a primeira transmissão ao vivo pela TV Correio Record.